# Blue Light Cage
Blue Light Cage è il quinto album in studio dei Soul Secret, pubblicato nel 2020.

## Tracce
1. Opening Sequence (strum.) - 3:00 - (musica di Casaburi, Di Gennaro)
2. The Ghost Syndicate - 5:26 - (Di Gennaro, Mocerino - testi di Di Gennaro)
3. A President's Speech - 6:00 - (Casabuti, Di Gennaro, Di Pietrantonio - Di Gennaro)
4. Switch On (strum.) - 1:42 - (Casaburi)
5. Blue Light Cage - 4:50 - (Di Gennaro, Di Pietrantonio - Di Pietrantonio)
6. We'll Become Dust - 7:22 - (Casaburi, Cavezza, Di Gennaro, Di Pietrantonio, Mocerino - Mocerino)
7. Going Home - 5:45 - (Di Gennaro - Mocerino)
8. Jump Right In - 7:00 - (Casaburi, Di Gennaro, Di Pietrantonio - Di Gennaro, Di Pietrantonio)
9. Breathe and Recover - 13:00 - (Casaburi, Di Gennaro - Casaburi)

## Formazione
Gruppo
- Claudio Casaburi – basso
- Francesco Cavezza – chitarra
- Luca Di Gennaro – tastiera, programmazione
- Lino Di Pietrantonio – voce
- Antonio Mocerino – batteria

Ospiti
- Derek Sherinian – assoli di tastiera in The Ghost Syndicate
- Marek Arnold - assoli di sassofono in Blue Light Cage

Produzione
- Virus Studio – missaggio, mastering
- Nello Dell'Omo - artwork